# Somatidia flavidorsis
Somatidia flavidorsis är en skalbaggsart som beskrevs av Thomas Broun 1917. Somatidia flavidorsis ingår i släktet Somatidia och familjen långhorningar. Inga underarter finns listade i Catalogue of Life.